# Отто Вехтер
Карл Отто Густав Вехтер (нім. Karl Otto Gustav Wächter), у 1918—1919 роках — барон фон Вехтер (нім. Otto Gustav Freiherr von Wächter; 8 липня 1901, Відень — 14 липня 1949, Рим) — австрійський юрист, доктор юридичних наук, діяч НСДАП і СС, з травня 1944 групенфюрер СС і генерал-лейтенант поліції, перший губернатор дистрикту Краків, другий губернатор дистрикту Галичина. Кавалер Німецького хреста в сріблі.

## Довоєнна біографія
Третя дитина та єдиний син гауптмана австро-угорської армії Йозефа Вехтера і його дружини Марти, уродженої Проб.
З 1923 р. — член СА, з 1930 р. — член НСДАП. У 1932—1934 рр. — адвокат. З 1930 р. — на керівних посадах в австрійському відділенні НСДАП, яка існувала в Австрії нелегально. Брав участь у підготовці вбивства Дольфуса в липні 1934, після провалу путчу утік до Німеччини, відмовився від австрійського громадянства.
З 24 травня 1938 р. по 30 квітня 1939 р. — державний комісар у ліквідаційному міністерстві (після аншлюсу), з жовтня 1939 р. — голова Краківського регіонального управління.
Після розділу Німеччиною та СРСР Польщі співпрацював із владою СРСР у видачі євреїв окупованих територій Німеччині, вирішенні «єврейського питання».

### ГубернаторДистрикту Галичина(1942—1944)
Протягом 1942—1944 — губернатор Дистрикту Галичина.
Після засудження митрополитом УГКЦ Андреєм Шептицьким масового знищення єврейського населення Галичини як «фахівець з українського питання» разом з Альфредом Бізанцом, Гансом Кохом відвідали владику з метою «урезонити» непокірного пастиря. Старий предстоятель насварив «відвідувачів» — у відповідь прозвучали закиди «спадковому графу в неввічливості».
Заохочував діяльність українських націоналістичних організацій, зокрема, пронімецьких. Дозволив Українському Центральному Комітетові під керівництвом Володимира Кубійовича сформувати українську дивізію «Галичина».
28 квітня 1943 р. Вехтер взяв участь в урочистостях у Львові з нагоди створення дивізії. Церемонія відбулася в кафедральному соборі св. Юра.
Вважається, що д-р. Вехтер набагато прихильніше ставився до українців (галичан) у дистрикті Галичина, аніж, для порівняння, Ганс Франк у Генерал-губернаторстві, а тим більше Еріх Кох у Райхскомісаріаті Україна.
Перебував у м. Підгайці.

### Військовий адміністратор в Італії (1944). Робота в головному управлінні СС (1945).
Після втрати німцями Галичини в середині 1944 р. Отто Вехтер виконував функції військового адміністратора в Італії, в 1945-му очолив уряд національних справ у головному управлінні СС. Продовжував утримувати зв'язки з українцями і всіляко допомагав у різних справах. Зокрема, на початку квітня 1945 р., коли Гітлер наказав частково роззброїти Українську дивізію, а на її основі створити німецьку парашутну дивізію, генерал Вехтер завдяки своїм впливам зумів не тільки домогтися скасування цього наказу, але й поповнення української дивізії 3.000 вояків. Сприяв визнанню Українського Національного Комітету і творенню Української Національної Армії. Намагався урятувати українських вояків з усіх формацій по німецькому боці від видачі більшовикам, а в першу чергу — вояків Дивізії «Галичина» — тоді 1-ї української дивізії УНА.

### Післявоєнне життя 1945—1949рр.
Після капітуляції Німеччини й закінчення війни д-р Отто Вехтер подався до Італії, де жив у католицькому монастирі «Vigna Pia» під іменем Альфредо Райнгард. Помер від лептоспірозу 14 серпня 1949 р. в Римі.

## Злочини
Вехтер несе відповідальність за масове знищення євреїв у Кракові та Галичині, а також за вивезення польських культурних цінностей із генерал-губернаторства (в основному з Кракова) в Австрію.

## Сім'я
11 вересня 1932 року одружився з дочкою штирійського фабриканта Шарлоттою Блекман, у шлюбі народилися два сини й чотири дочки. Хрещеним батьком молодшого сина Вехтера Горста Артура був Артур Зейсс-Інкварт.

## Звання
- Унтерштурмфюрер СС (10 березня 1935 р.)
- Оберштурмфюрер СС (1 червня 1935 р.)
- Гауптштурмфюрер СС (9 листопада 1935 р.)
- Стрілець вермахту
- Штурмбаннфюрер СС (20 квітня 1936 р.)
- Єфрейтор і резервний кандидат в офіцери вермахту (29 липня 1936 р.)
- Оберштурмбаннфюрер СС (30 січня 1937 р.)
- Штандартенфюрер СС (30 січня 1938 р.)
- Оберфюрер СС (12 березня 1938 р.)
- Бригадефюрер СС (9 листопада 1939 р.)
- Группенфюрер СС (16 травня 1944)
- Генерал-лейтенант поліції (24 серпня 1944 р.)[6]

## Нагороди
- Перше місце на австрійському державному чемпіонаті з академічного веслування (вісімки) як керманич (23 липня 1927)
- Нагорода Гітлер'югенду за спортивні досягнення (30 серпня 1931)
- Цивільний знак СС (№ 22 153)
- Почесний кут старих бійців
- Йольський свічник
- Спортивний знак СА в бронзі (7 січня 1937)
- Кільце «Мертва голова»
- Почесна шпага райхсфюрера СС[6]

### Друга світова війна
- Медаль «У пам'ять 13 березня 1938 року» (27 квітня 1940 р.)
- Медаль «У пам'ять 1 жовтня 1938» із застібкою «Празький град»
- Хрест Воєнних заслуг
  - 2-го класу (3 жовтня 1940 р.)
  - 1-го класу
- Почесний знак «За турботу про німецький народ» II ступеня
- Золотий партійний знак НСДАП (30 січня 1943)
- Медаль «За вислугу років в НСДАП» в бронзі та сріблі (15 років)
- Залізний хрест 2-го класу
- Німецький хрест в сріблі (17 лютого 1945)

## Галерея

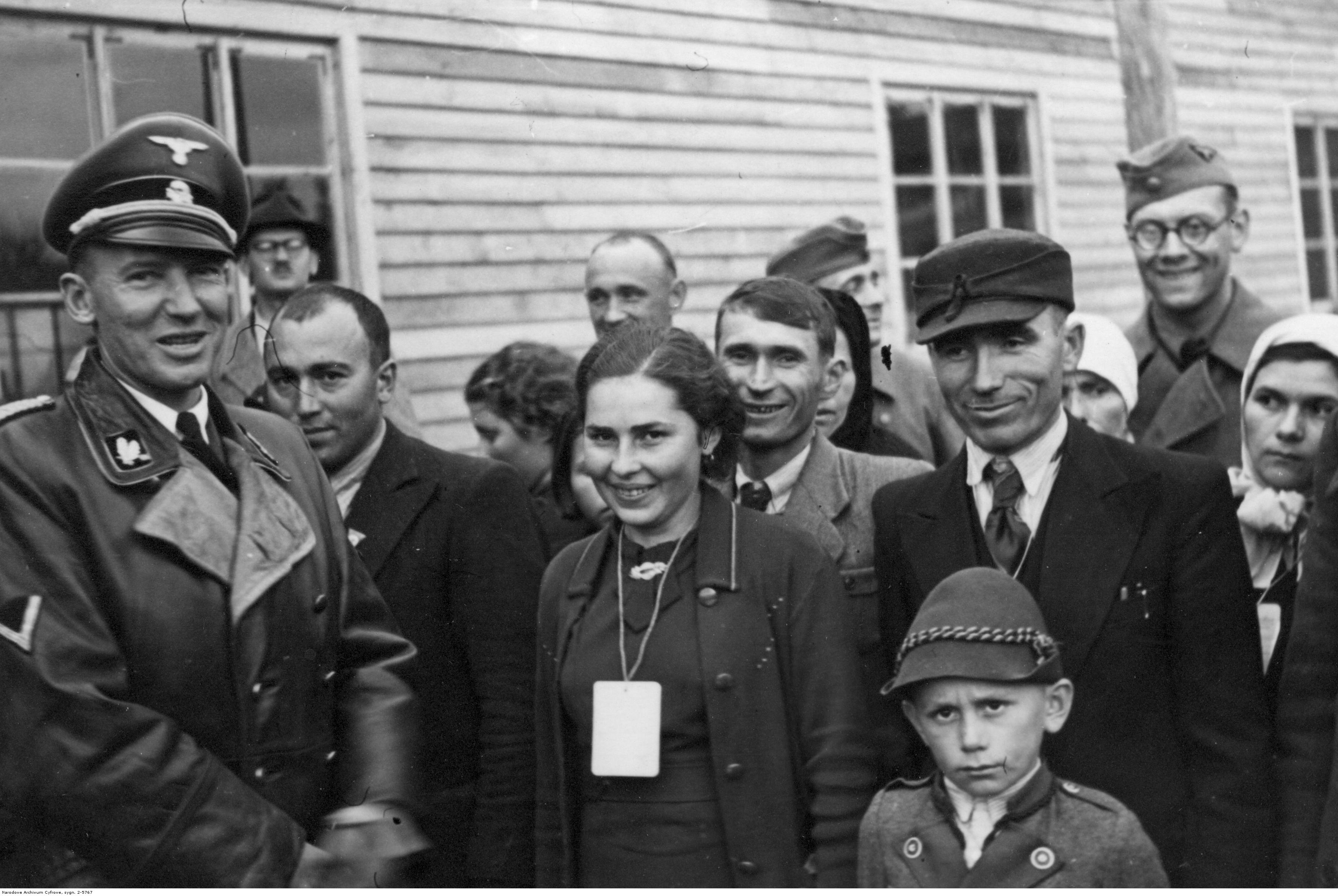
Вехтер (крайній ліворуч) у німецькому поселенні (Польща, 1940)
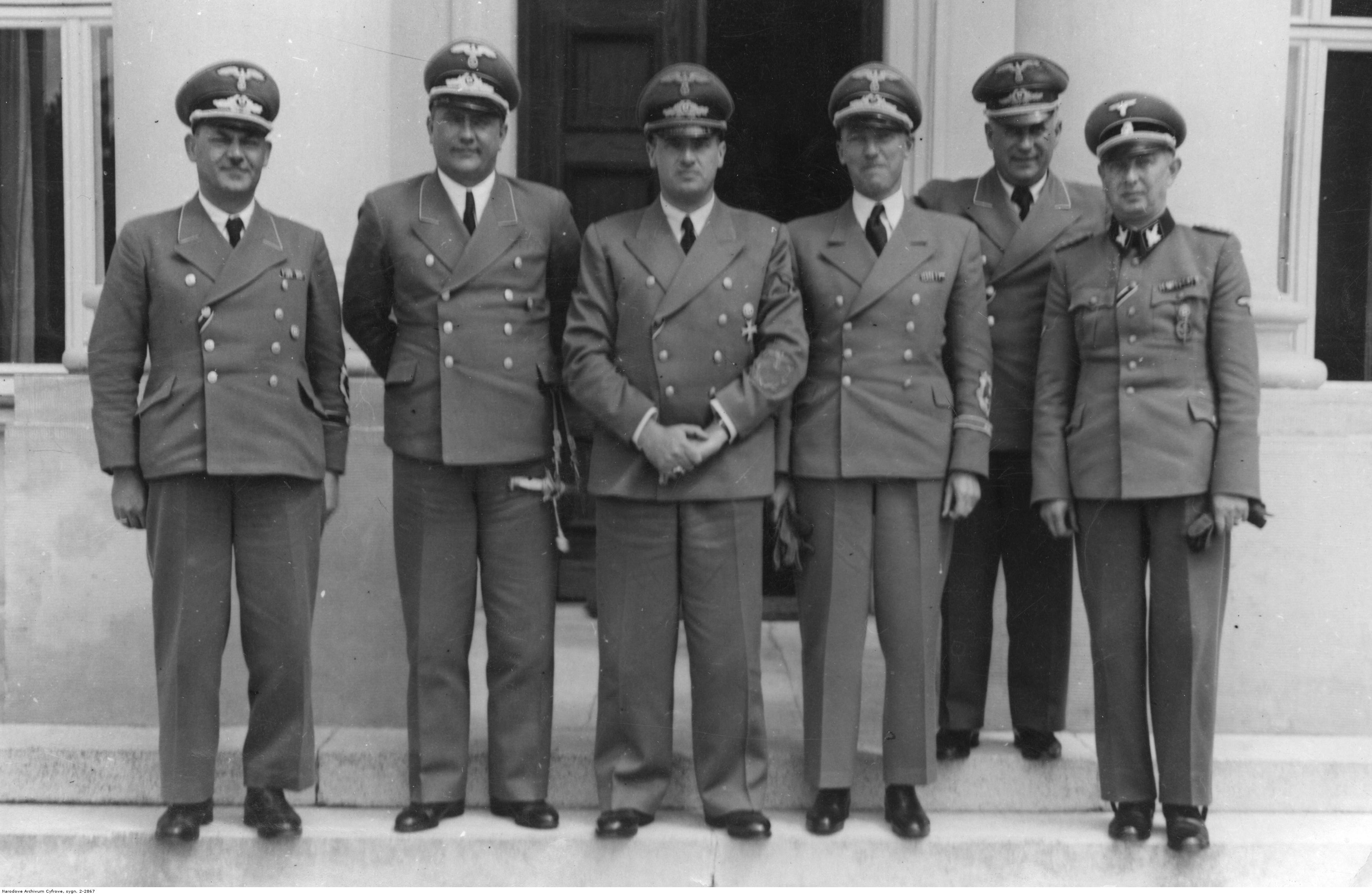
Ганс Франк (в центрі) з губернаторами дистриктів (1942). Вехтер — третій праворуч.
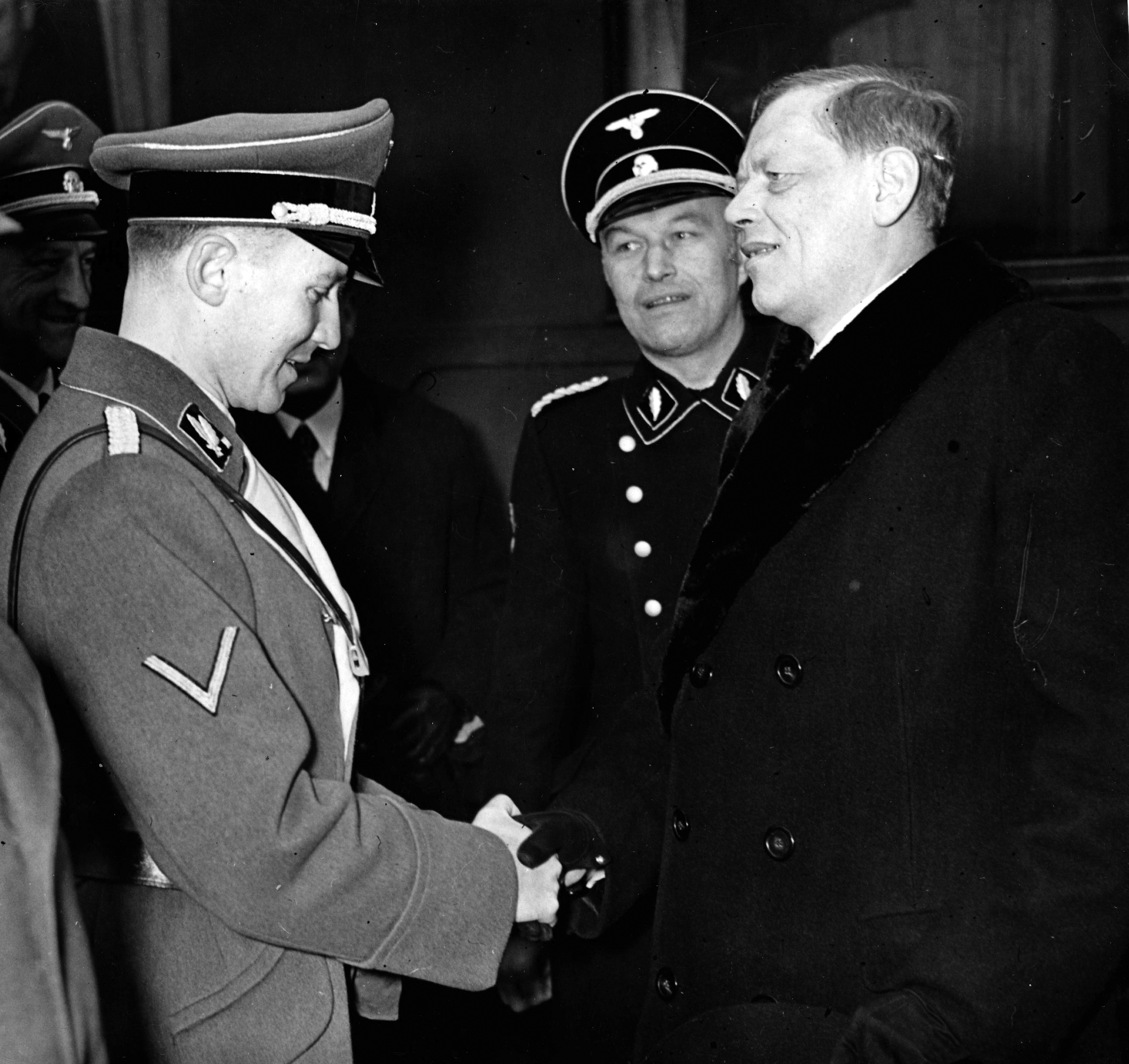
Вехтер (ліворуч) вітає музичного керівника Віденської філармонії Ганса Кнаппертсбуша на залізничному вокзалі в Кракові.
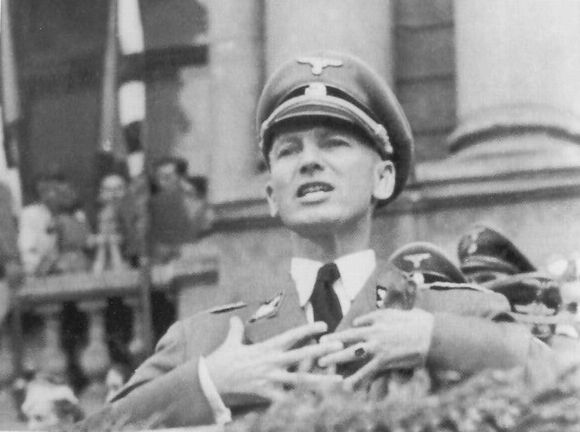
Промова губернатора дистрикту Галичина Отто Вехтера до добровольців дивізії Галичина. 18 липня 1943, Львів.